# Wyoming Highway 310
Der Wyoming Highway 310 (kurz: WYO 310) ist eine 13,66 km lange State Route im US-Bundesstaat Wyoming, die im Südosten des Bundesstaates im Platte County verläuft.

## Streckenverlauf
Der Wyoming Highway 310 beginnt an der Reservoir Road am Wheatland Reservoir #1, wenige Kilometer südwestlich der Stadt Wheatland im Platte County. Von dort verläuft die Straße für rund 6,5 km als Hightower Road nach Norden und wendet sich nahe des CDPs Westview Circle an der Kreuzung mit dem Wyoming Highway 311 nach Osten. Nach weiteren 6 km erreicht die State Route die Stadt Wheatland und führt dort an der Kreuzung mit der 16th Street für weitere 0,5 km nach Süden, bevor sie nach insgesamt 13,66 km in der Kreuzung mit U.S. Highway 87-Business, Interstate 80-Business und Wyoming Highway 312 im Zentrum der Stadt endet.

## Belege
1. ↑  AARoads: Wyoming State Route Log: 300 through 399. Abgerufen am 12. März 2024 (amerikanisches Englisch).